# 沢田猛
沢田 猛（さわだ たけし、1948年12月 - ）は日本のジャーナリスト、 ノンフィクション作家。元毎日新聞記者。 
炭坑労働者のじん肺患者や東京大空襲、中国・重慶爆撃の空襲被害者らの追跡ルポルタージュを書いている。

## 経歴
東京都大田区生まれ。1972年（昭和47年）3月、法政大学社会学部卒業。1975年（昭和50年）5月、毎日新聞社入社、静岡支局に配属され、整理本部、西部本社整理部、東京本社学芸部、生活家庭部、社会部を経て、2008年12月、社会部編集委員で退職。
この間、中央大学法学部、法政大学社会学部で兼任講師として「メディア表現論」「卒業演習」を担当。

## 著作

### 単著
- 「空襲に追われた被害者たちの戦後 ― 東京と重慶　消えない記憶」( 岩波ブックレット) 岩波書店2009年
- 「ルソン島　戦場の記録 ― たたかいと飢えの中を生きて」 (岩波ブックレット) 岩波書店2003年
- 「黒い肺 ― 旧産炭地からの報告」 未來社1995年、JCJ(日本ジャーナリスト会議)奨励賞を受賞する
- 「くにざかい・糸に生きる―青崩峠を越えた女たち」影書房1993年
- 「秋葉みち信州街道をゆく」 ひくまの出版1988年
- 「石の肺 ― ある鉱山労働者たちの叫び」 技術と人間 1985年
- 「カネト ― 炎のアイヌ魂」 ひくまの出版 1983年
- 「くにざかいの記録」 伝統と現代社 1981年